# 韦普地区拉丹盖姆
韦普地区拉丹盖姆（法語：Radinghem-en-Weppes，法語發音：[ʁadɛ̃ɡɛm ɑ̃ wɛp]）是法国上法兰西大区北部省的一个市镇，或纯音译作拉丹盖姆昂韦普，位于该省中部偏西南，属于里尔区和里尔欧洲都会区。

## 地理
韦普地区拉丹盖姆（50°37'29"N, 2°54'18"E）面积6.82 平方千米，位于法国上法蘭西大區北部省，该省份为法国最北部的省份及最长的省份，西北濒北海，西接加来海峡省，南至埃纳省和索姆省，东与比利时接壤。
与韦普地区拉丹盖姆接壤的市镇（或旧市镇、城区）包括：韦普地区埃讷蒂耶尔、博康-利尼、布瓦格勒尼耶、埃科贝克、勒迈尼勒。
韦普地区拉丹盖姆的时区为UTC+01:00、UTC+02:00（夏令时）。

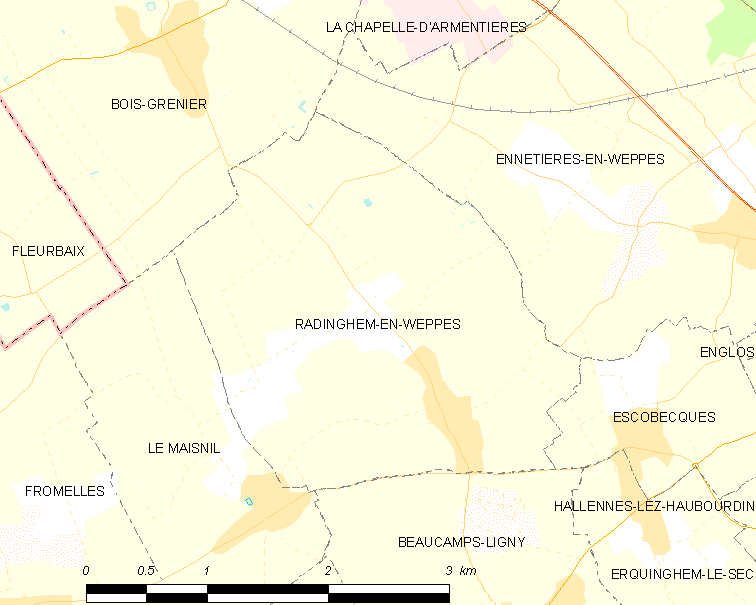
韦普地区拉丹盖姆的OSM定位图

## 行政
韦普地区拉丹盖姆的邮政编码为59320，INSEE市镇编码为59487。

## 政治
韦普地区拉丹盖姆所属的省级选区为阿讷兰县。

## 人口

1962-2008年间韦普地区拉丹盖姆人口变化图示

韦普地区拉丹盖姆于2022年1月1日时的人口数量为1404人。